# وینت
وینت در شهر و بخشداری شهرستان نفت ، مونتانا، ایالات متحده آمریکا است. جمعیت آن ۱۸۲ نفر در سرشماری سال ۲۰۱۰ بوده است. ارتفاع از سطح دریا ۹۰۰ متر معاادل ۲۹۵۳ فوت می‌باشد.